# Hạ Cơ
Hạ Cơ (chữ Hán: 夏姬), họ Cơ, là một công chúa nước Trịnh thời kỳ thời Xuân Thu, với tư cách là con gái của Trịnh Mục công, em gái của Trịnh Linh công. Bà là mẹ của Hạ Trưng Thư, người đã giết chết chú họ Trần Linh công để tiếm vị trong một thời gian.
Trong lịch sử và truyền thuyết dân gian, Hạ Cơ nổi tiếng là một mỹ nhân, một người phụ nữ phóng đãng và cũng rất lịch lãm, sử sách nói sau khi ân ái với ai, Hạ Cơ trở lại "Hoàn tân" như cũ. Điều đặc biệt là, hễ ai đã ân ái với bà thì thường gặp phải tai vạ và chết. Mối quan hệ của bà chủ yếu là với các quan lại thuộc hàng cao cấp như Công khanh, Đại phu, điều này khiến cho Hạ Cơ có sự ảnh hưởng chính trị rất lớn. Tương truyền, thành ngữ có câu 「"Sát tam phu nhất quân nhất tử, vong nhất quốc lưỡng khanh"; 殺三夫一君一子，亡一國兩卿」, Hạ Cơ trở thành một biểu tượng của hồng nhan họa thủy thời kỳ ấy.
Nàng được xem là một trong Xuân Thu tứ đại mỹ nữ (春秋四大美女), bên cạnh Tức Quy, Văn Khương và Tây Thi.

## Thân thế
Hạ Cơ là mang họ Cơ, Thanh Hoa giản (清華簡) ghi lại có tên là 「Thiếu 少; trên là chữ Khổng 孔, dưới là chữ Mãnh 皿」, bà là một trong những người con gái của Trịnh Mục công, mẹ là Thiếu phi Diêu Tử (姚子), một phi tần của Mục công. Sử sách không ghi rõ thân thế của mẹ bà và năm nàng sinh ra, bà có một anh trai cùng mẹ tức Trịnh Linh công.
Hạ Cơ ban đầu lấy Tử Man (子蛮), nhưng chưa tới 3 năm thì y qua đời sớm. Về sau, nàng làm dâu nước Trần, hạ giá lấy Hạ Ngự Thúc (夏御叔), con trai của Thiểu Tây (少西) và là cháu nội của Trần Tuyên công. Thực ấp của hai vợ chồng ở Châu Lâm (株林; nay là huyện Chá Thành, tỉnh Hà Nam).
Khi ấy nữ quyến thường không xưng tên, chỉ dùng hiệu (bao gồm thụy hiệu, xưng hiệu hoặc tên nước) cùng họ thị tộc của mình, như "Tức Quy" là vốn họ Quy nhưng gả cho nước Tức, "Tây Thi" vốn họ Thi mà ở thôn Tây, và "Văn Khương" là họ Khương có hiệu Văn. Đương thời xưng gọi bà là "Hạ Cơ", vì bà là con gái Trịnh Mục công họ Cơ, lấy người họ Hạ, vì thế mới gọi Hạ Cơ. Với Hạ Ngự Thúc, bà sinh ra Hạ Trưng Thư.

## Loạn chính
Sau khi Ngự Thúc qua đời, Hạ Trưng Thư tập tước kế thừa. Hạ Cơ cho Trưng Thư về kinh đô để học, cũng mong cho con ngày sau nối nghiệp cha. Trưng Thư lớn lên, có tài võ nghệ, Linh công cho Thư nối chức cha làm Tư mã, ở lại kinh sư. Năm Lỗ Tuyên công thứ 8 (601 TCN), Hạ Cơ gian díu với Trần Linh công và hai quan trong triều là Khổng Ninh (孔宁) và Nghi Hàng Phủ (仪行父), hai quan này làm việc ô uế công khai.
Một hôm, Khổng Ninh lấy trộm của nàng cái "Cẩm dương" (quần lót bằng gấm) về khoe. Nghi Hàng Phủ thấy vậy nổi cơn ghen, cố nài xin cho được chiếc "Bích la nhu" (áo lót bằng lụa màu xanh) để trêu lại. Khổng Ninh cả giận liền tiết lộ cho Trần Linh công biết. Trần Linh công nghe kể thích quá liền nhập cuộc chơi, Hạ Cơ liền tặng Linh công chiếc áo lót nữa. Từ đó, sau mỗi lần bãi triều, cả ba thường đem "Bảo vật" ra khoe với nhau. Trong triều có quan Đại phu Tiết Trị (洩治) là bầy tôi trung, thấy vậy liền can vua và chỉ trích hai tên quan kia. Nhà vua ngoài miệng hứa chừa, nhưng âm mưu với Khổng Ninh và Nghi Hàng Phủ, giết Tiết Trị. Sau khi Tiết Trị chết rồi, trong triều không còn có ai dám can ngăn nữa, cả ba mặc sức tung hoành trác táng đến nỗi dân nước Trần đã đặt bài vè "Châu Lâm" để chê trách Hạ Cơ cùng Trần Linh công. Từ đó Hạ Cơ một mình tiếp luôn ba người.
Năm Lỗ Tuyên công thứ 10 (599 TCN), Hạ Trưng Thư ở kinh về Châu Lâm trông thấy Trần Linh Công và Khổng Ninh, Hàng Phủ cùng Hạ Cơ đang vầy cuộc ái ân, ăn nói suồng sã bỉ ổi dâm loạn. Ba người nói chuyện đùa cợt, Trần Linh công quay qua Hành Phủ nói:"Hạ Trưng Thư lớn lên trông rất giống ngươi!", còn Hành phủ cùng Khổng Ninh cũng phụ họa theo, nói Trưng Thư rất giống Trần Linh công. Hạ Trưng Thư căm tức định bụng giết Trần Linh công. Ông thủ sẵn cung tên, nấp trong chuồng ngựa chờ Trần Linh công đi ra thì bắn. Sau khi sự việc xảy ra, Khổng Ninh và Nghi Hàng Phủ hoảng sợ, bèn chạy thoát qua nước Sở, vào kêu với Sở Trang vương rằng Hạ Trưng Thư giết Linh công để cướp ngôi. Trong thời gian đó, Trưng Thư tự lập mình làm [Trần hầu; 陳侯], Thế tử Quy Ngọ cũng chạy đi nước Tấn.
Năm Lỗ Tuyên công thứ 11 (598 TCN), tháng 10, mùa đông, nghe tin cầu cứu của Khổng và Nghi, Sở Trang vương liền đem binh đánh Trần, giết Hạ Trưng Thư. Ban đầu, Sở Trang vương tính nhập nước Trần làm một quận của Sở, nhưng đại phu Thân Thúc Thời (申叔時) can gián, cho Khổng Ninh và Nghi Hàng Phủ phò Thế tử Quy Ngọ trở về nước Trần kế vị, tức Trần Thành công. Nước Trần thoát một phen bị diệt vong vì sự dâm loạn của một người phụ nữ.

## Tái hôn
Lúc này, Hạ Cơ tuy con trai là Trưng Thư đã chết nhưng vẫn điềm nhiên bình tĩnh. Dù đã hơn 40 tuổi nhưng nhan sắc vẫn rất động lòng người, sau khi Hạ Trưng Thư bị giết, bà bị bắt đem về nước Sở. Đến kinh sư nước Sở, Sở Trang vương đã lập chỉ nạp Hạ Cơ làm phi tần, nhưng bầy tôi của Sở Trang vương là Khuất Vu lại ngăn cản, nói rằng Trang vương dẫn quân vào nước Trần, lại cưới Hạ Cơ là mẹ của Trưng Thư, sẽ khiến người nước Trần sinh dị nghị, rằng Trang vương mê sắc mới gây chiến. Sở vương bèn thôi. Về sau, Lệnh doãn Tử Phản trông thấy Hạ Cơ bị mê hoặc, muốn nạp làm kế thất; nhưng Khuất Vu cũng lại can, dẫn chứng việc bà ta hại chết tình nhân, chồng và con, họa thủy mang tai vạ đến bất kỳ ai hoan lạc với bà ta, Tử Phản e dè nên cũng đành thôi. Cuối cùng, Sở Trang vương gả Hạ Cơ cho một vị tướng già là Liên Doãn Tương Lão (連尹襄老) làm kế thê.
Năm Lỗ Tuyên công thứ 12 (597 TCN), Liên Doãn Tương Lão hộ giá Sở Trang vương đánh với Trịnh Tương công và Tấn Cảnh công, không may tử trận, bị chém chết mất đầu, xác cũng bị tha đi mất. Trong thời gian đó, con trai của Tương Lão là Hắc Yếu (黑要) không thèm dò la tin tức của cha, một mực muốn nạp Hạ Cơ làm chính thê. Hóa ra, Khuất Vu đã thầm mến Hạ Cơ, trong thời gian Hạ Cơ bị giam tại nước Sở, Khuất Vu đã lên kế hoạch vẹn toàn cho bà gả cho Liên Doãn Tương Lão già cả, sau đó mượn cuộc chiến này giết chết Liên Doãn Tương Lão. Khuất Vu sau đó thông báo Trịnh Tương công đang giữ xác của Liên Doãn Tương Lão, lập kế cho Hạ Cơ đến nước Trịnh chịu tang.
Khuất Vu dùng kế, khuyên Hạ Cơ khẳng khái tâu lên Sở Trang vương rằng phải tìm được xác của Liên Doãn Tương Lão, nếu không tìm được xác phu quân thì sẽ không về Sở nữa. Quả nhiên, Sở Trang vương phải để Hạ Cơ về Trịnh. Sau khi Hạ Cơ về Trịnh, Khuất Vu liền qua Trịnh, gặp mặt Trịnh công để hỏi cưới Hạ Cơ, Trịnh công bằng lòng hứa.

## Kết cục
Năm Lỗ Thành công thứ 2 (589 TCN), Sở Trang vương mất, Sở Cung vương kế vị. Nhân danh đi sứ nước Tề, Khuất Vu đem toàn bộ gia tài, đi đường vòng từ nước Sở sang nước Trịnh để gặp Hạ Cơ. Khi ấy nước Tề vừa bại trận, Khuất Vu liền đem lễ vật dự tính tặng cho nước Tề trở về nước Sở, nhân đó đem Hạ Cơ đến nước Tấn. Nước Tấn bái Khuất Vu làm Đại phu, ban đất Hình làm thực ấp, do đó Khuất Vu cải tên thành Thân Công Vu Thần.
Lúc đó, lệnh doãn Tử Phản nhớ chuyện xưa bị Khuất Vu lừa gạt, bèn trước mặt Sở Cung vương công kích Khuất Vu, nói ông "Lừa gạt tiên vương", cũng kiến nghị dùng số tiền lớn hối lộ nước Tấn không dùng Khuất Vu. Thế nhưng Sở Cung vương niệm tình Khuất Vu đối với Trang vương cùng nước Sở lập công, nếu nước Tấn không cần thì tất sẽ không dùng Khuất Vu, không cần phải hao tổn hối lộ.
Hạ Cơ cùng Khuất Vu sinh một con gái. Đại phu nước Tấn là Thúc Hướng (叔向) thuộc danh tộc Dương Thiệt Thị (羊舌氏) nghe mỹ danh của Hạ Cơ, lại liền thấy con gái bà cực kỳ xinh đẹp, bèn đề nghị cưới cho con trai của mình. Chuyện này bị Tấn Dương Thúc Cơ (晉羊叔姬) phản đối, vì Hạ Cơ đã "Sát tam phu nhất quân nhất tử, vong nhất quốc lưỡng khanh". Sau đó, Tấn Bình công lại ép Thúc Hướng cử hành hôn lễ, con gái Hạ Cơ sinh ra Dương Thực Ngã (楊食我). Về sau, Dương Thực Ngã bị Tuân Lịch hãm hại, cả dòng họ diệt tộc. Theo Sử ký và Thái Bình hoàn vũ ký (太平寰宇记), sau khi mất thì Hạ Cơ được táng tại Thương Khâu, Hà Nam, Trung Quốc.